# Площадь Конституции (станция метро)
«Пло́щадь Конститу́ции» (укр. Майда́н Конститу́ції,  (слушать)о файле — станция Харьковского метрополитена на Холодногорско-Заводской линии. Расположена между станциями «Центральный рынок» и «Левада». Связана пересадкой на станцию «Исторический музей» Салтовской линии. Названа в честь одноимённой площади.

## Месторасположение
Находится под площадью Конституции.
У станции находятся Дом органной и камерной музыки, Харьковский театр кукол, Харьковский городской совет, Дом со шпилем, универмаг «Детский мир», исторический музей, Свято-Покровский монастырь и Успенский собор.
От станции отправляется множество автобусных маршрутов. Вблизи находится трамвайная остановка (маршруты № 5, 6) и конечная 11-го троллейбусного маршрута.

## Технические данные
Станция пилонного типа, глубокого заложения. Пущена в эксплуатацию 23 августа 1975 года. Единственный вестибюль станции, восточный, соединяется с платформами тремя эскалаторами.
Пересадочная станция. Имеется два перехода на станцию «Исторический музей»: над путём в сторону станции «Холодная Гора» в центре станции и более длинный переход в западном торце станции. Переход в торце был открыт раньше Салтовской линии, чтобы разгрузить эскалаторы станции «Площадь Конституции», которые не справлялись с пассажиропотоком.
Ко 2-му пути южнее станции примыкает ССВ от станции «Исторический музей» Салтовской линии Харьковского метрополитена.

## Галерея

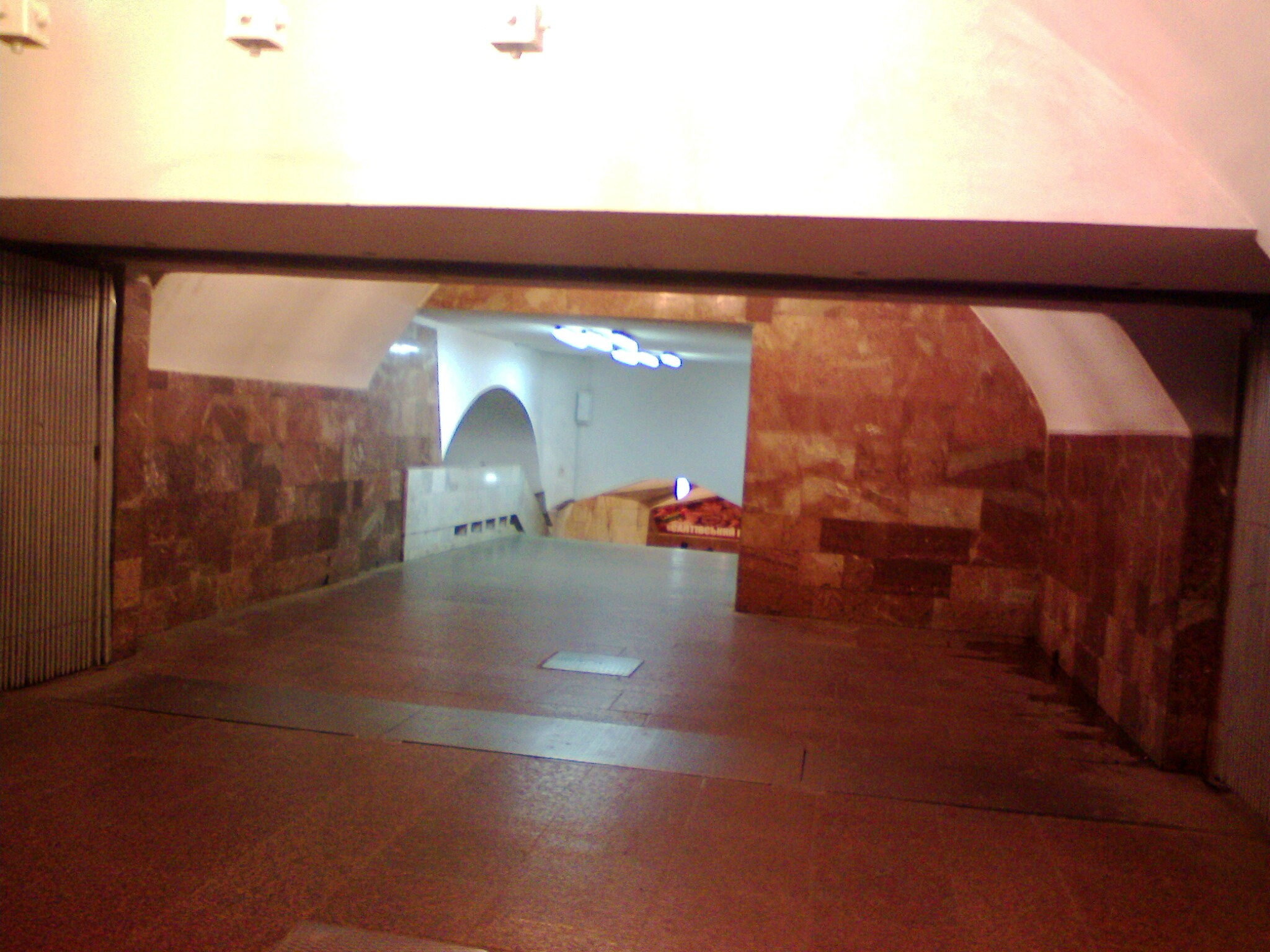
Переход на станцию метро «Исторический музей».
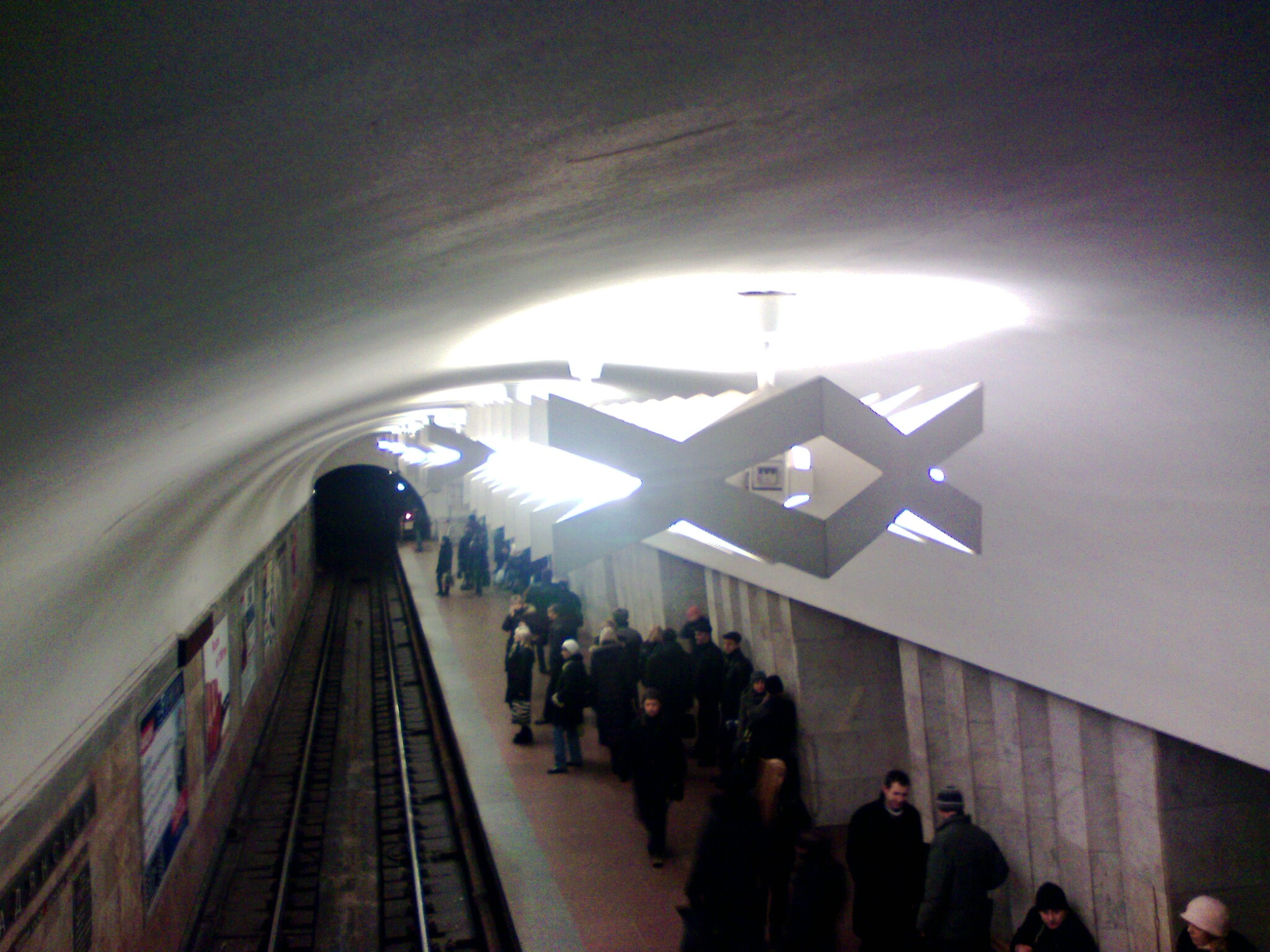
Вид на станцию со стороны перехода.
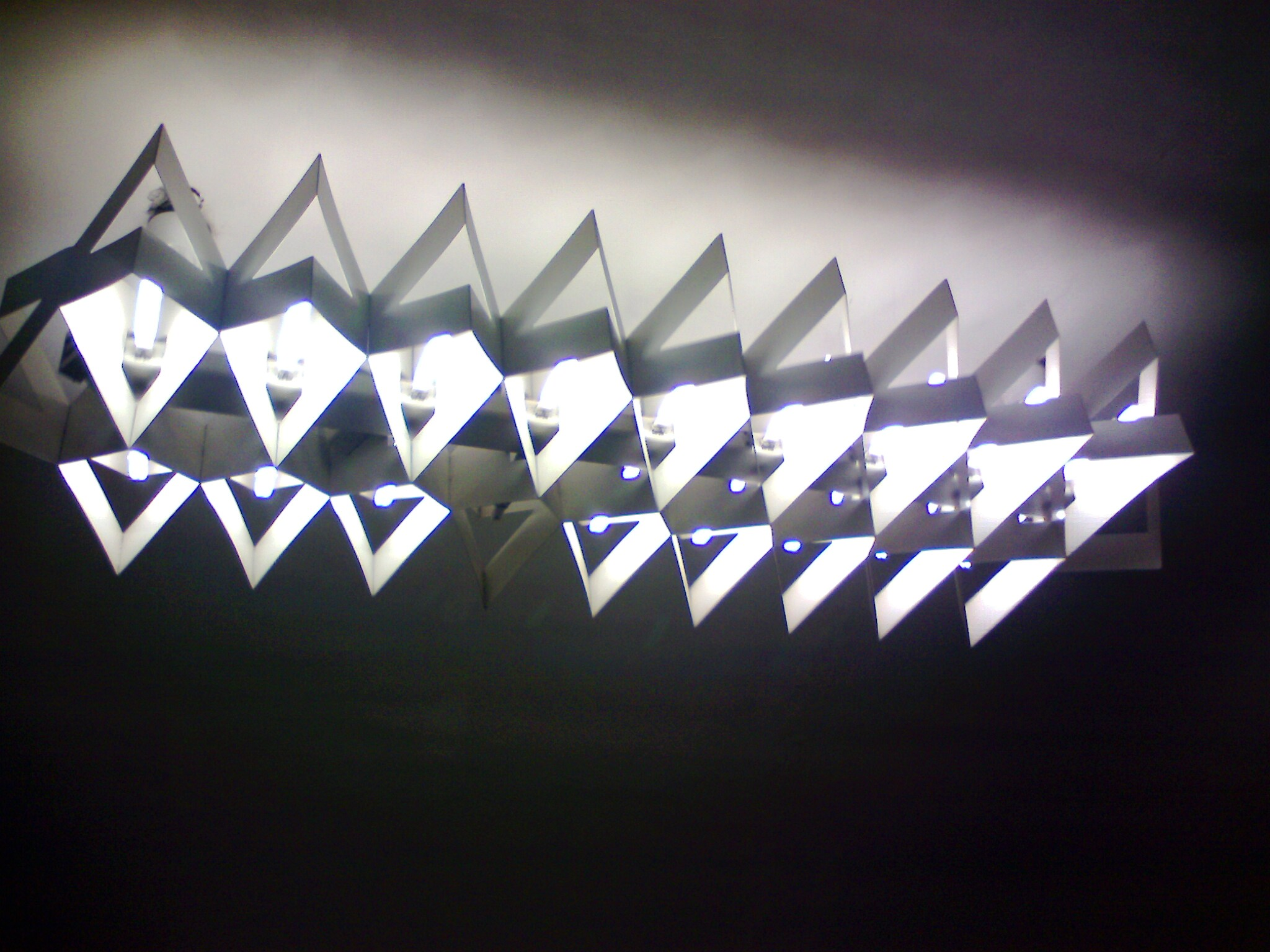
Люстра.
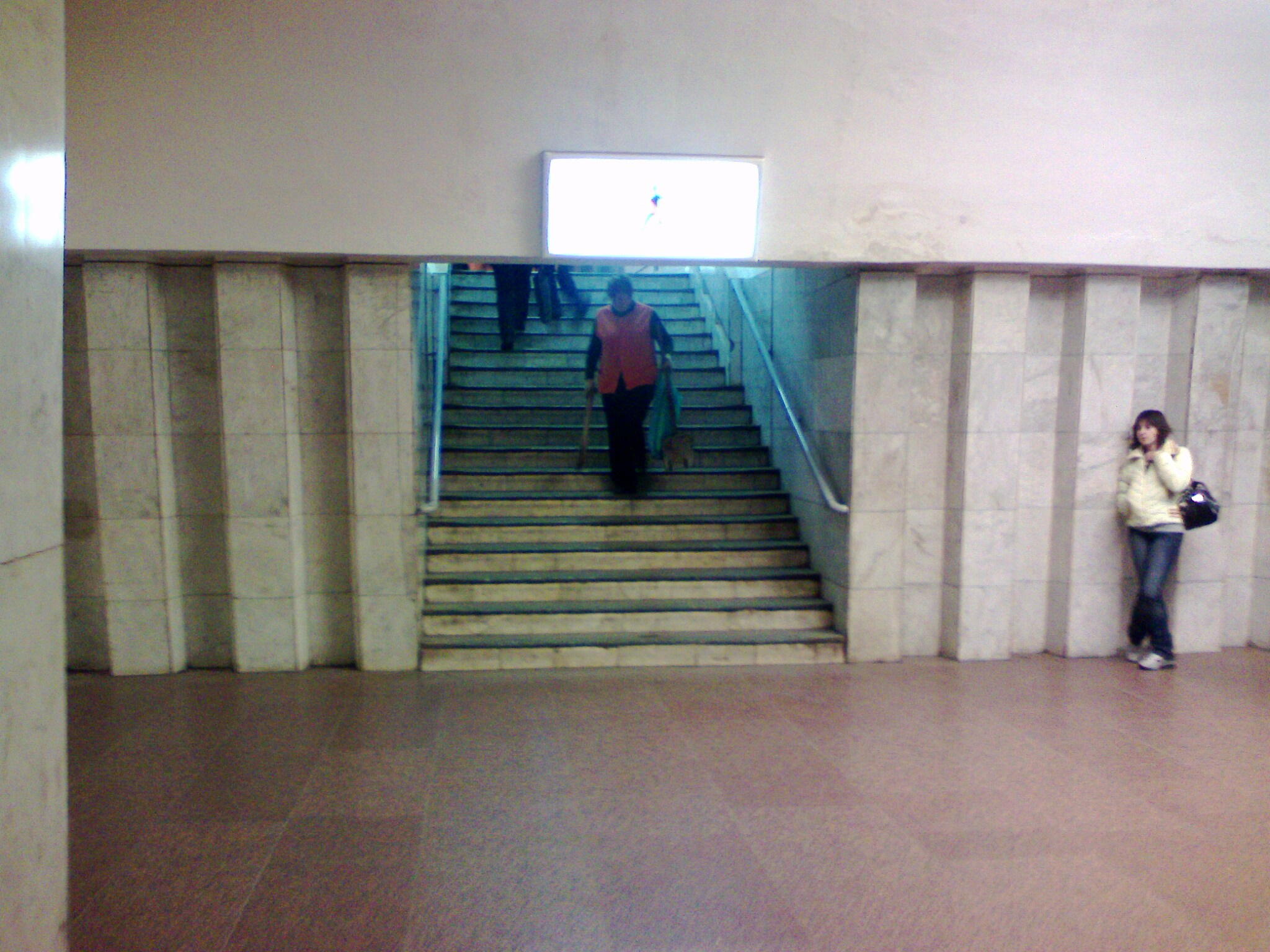
Вид на переход на станцию «Исторический музей».